# Iona
Iona (Skotsk gælisk: Ì Chaluim Chille) er en ø i Indre Hebriderne, ud for Ross of Mull på Skotlands vestkyst. Den er især kendt for Iona Kloster, selvom der findes andre bygninger på øen. Iona Kloster var et centrum for gælisk monasticisme i tre århundreder og er i dag kendt for sin rolige atmosfære og naturskønne omgivelser. Øen er et turistmål og et sted for religiøse retræter.
Dens moderne skotsk-gæliske navn betyder "Iona (tilhørende) (Sankt) Columba" (tidligere fordansket/forengelsket som "Icolmkill").
I 2019 blev befolkningen på Iona anslået til at være 120 personer. I marts 1980 donerede Hugh Fraser Foundation størstedelen af hovedøen (samt tilhørende småøer) til den nuværende ejer, National Trust for Scotland. Klosteret og nogle kirkelige bygninger ejes af Iona Cathedral Trust.
En publikation, der beskriver øens religiøse betydning, skriver at øen er "kendt som fødestedet for keltisk kristendom i Skotland", og bemærker at “Sankt Columba kom hertil i år 563 for at grundlægge klosteret, som stadig står i dag”.

## Geografi
Iona ligger omkring 2 km fra kysten af Mull. Øen er cirka 2 km bred og 6 km lang og har en fastboende befolkning på 125 personer. Som andre steder, hvor havbriser fejer ind, er der få træer; de fleste står nær sognekirken.
Ionas højeste punkt er Dùn Ì, 101 meter højt, et voldsted fra jernalderen, der dateres til perioden 100 f.v.t. – 200 e.v.t. Blandt øens geografiske træk findes Bay at the Back of the Ocean og Càrn Cùl ri Éirinn ("Højen/gravhøjen med ryggen vendt mod Irland"), som siges at ligge ved stranden, hvor Sankt Columba første gang gik i land.
Hovedbebyggelsen, som ligger ved St. Ronan’s Bay på øens østside, kaldes Baile Mòr og er lokalt kendt som "The Village" (byen). Her findes øens folkeskole, posthus, to hoteller, Bishop’s House samt ruinerne af nonneklosteret. Klosteret og MacLeod-centret ligger en kort gåtur mod nord. På øens vestside ligger stranden Port Bàn ("den hvide havn"), hvor Iona Beach Party afholdes.
Der er adskillige småøer og skær omkring Iona: mod nord Eilean Annraidh ("stormens ø") og Eilean Chalbha ("kalvens ø"), mod vest Rèidh Eilean og Stac MhicMhurchaidh, og mod syd Eilean Mùsimul ("musens holm") og Soa Island, som er blandt de største. Damperen Cathcart Park, som fragtede salt fra Runcorn til Wick, gik på grund ved Soa den 15. april 1912. Besætningen på 11 personer undslap i to både.

### Inddeling
På et kort fra 1874 er øen opdelt i følgende områder (fra nord til syd):
- Ceann Tsear (East Head);
- Sliabh Meanach (Middle Mountain);
- Machar (Low-lying Grassy Plain);
- Sliginach (Shelly Area);
- Sliabh Siar (Rear Mountain);
- Staonaig (Sloping Ground).